# Witalij Mychajłowski
Witalij Mykolajowycz Mychajłowski (ukr. Віталій Миколайович Михайловський, ur. 10 listopada 1974 w Kamieńcu Podolskim) – ukraiński historyk, doktor habilitowany (2013), profesor (2016).

## Biografia
Absolwent Instytutu Pedagogicznego w Kamieńcu Podolskim (1997). Uczeń profesor Natalii Jakowenko.
W latach 1998–2005 pracował w Związku Pisarzy Ukraińskich. W latach 2005–2008 był pracownikiem Kijowskiego Uniwersytetu Slawistycznego, a latach 2008–2010 Narodowego Uniwersytetu “Akademia Kijowsko-Mohylańska”. Od 2010 r. pracuje w Kijowskim Uniwersytecie Metropolitalnym im. Borysa Hrinczenki, gdzie w 2015 r. został kierownikiem katedry, a w 2016 r. profesorem katedry historii Ukrainy.
Mychajłowski odnalazł najwcześniejszą pisemną wzmiankę o mieście Chmielnicki w Archiwum Głównym Akt Dawnych: Płoskirów, który stał się dzisiejszym Chmielnickim, został nadany Janowi Czanstulowskiemu przez polskiego króla Władysława II Jagiełłę we wsi Sopot 10 lutego 1431 roku za sto hrywien. Według Mychajłowskiego „odkrycie to nastąpiło dość nieoczekiwanie. Po prostu podniesiono warstwę dokumentów z tamtych czasów”.

## Działalność badawcza
Badania Mychajłowskiego koncentrują się na historii społecznej Ziem Ruskich od końca XIV do XVII wieku, historii Podola, parlamentaryzmu na ziemiach ukraińskich od XIV do XVII wieku oraz geografii historycznej Podola w XIV-XVI wieku.
Mychajłowski jest autorem kilku monografii. Należą do nich:
- „Еластична спільнота. Подільська шляхта в другій половині XIV – 70-х роках XVI ст.” (2012),
- „Прикладом своїх предків…”. Історія парламентаризму на українських землях у 1386–1648 роках: Польське королівство та Річ Посполита” (2018, współautorstwo i redakcja Mychajłowskiego),
- „Бібліографія парламентаризму на українських землях до 1648 року: Польське королівство, Велике князівство Литовське, Річ Посполита” (2018),
- „European Expansion and the Contested Borderlands of Late Medieval Podillya, Ukraine” (2019)[4].

Jego inne prace to:
- „Історія, мова, географія: топоніми середньовічного Поділля” (2021),
- „Наші королі – reges nostri. Володарі та династії в історії України (1340-1795)” (2023)[4],
- „Reges nostri Władcy i dynastie w historii Ukrainy (1340–1795)” (2024)[5], * „Reges nostri. Our Kings. Monarchs and dynasties in the history of Ukraine (1340–1795)” (2024)[6].